# 宗三寺
宗三寺（そうさんじ）は、神奈川県川崎市川崎区にある曹洞宗の寺院。

## 歴史
鎌倉時代初期、玄統によって開山された。当初は建長寺を本山とする臨済宗の寺院であった。後に当地は佐々木高綱の所領となったため、佐々木家の菩提寺となったが、次第に寺運衰微してしまった。
その後、天正年間（1573年 - 1592年）に後北条氏の家臣の間宮信盛によって中興された。間宮信盛は佐々木高綱の末裔ではないが、同じ佐々木一族だったことから中興したという。この中興時に曹洞宗に転宗した。後に間宮家は江戸幕府の幕臣に取り立てられており、彼らによって信盛の供養塔が立てられている。
境内には、川崎宿の飯盛女の菩提を弔う供養塔が2基ある。古い方は大正初期に川崎貸座敷組合によって建てられたもので、新しい方は1988年（昭和63年）に川崎今昔会が建てたものである。

## 交通アクセス
- 京急川崎駅より徒歩5分。